# Omar Esparza
Omar Alejandro Esparza Morales (ur. 21 maja 1988 w Guadalajarze) – meksykański piłkarz występujący na pozycji prawego obrońcy, reprezentant Meksyku.

## Kariera klubowa
Esparza pochodzi z Guadalajary i jest wychowankiem akademii juniorskiej tamtejszego klubu Chivas de Guadalajara. Do pierwszej drużyny został włączony jako siedemnastolatek przez baskijskiego szkoleniowca Xabiera Azkargortę i w meksykańskiej Primera División zadebiutował 15 października 2005 w przegranym 2:3 spotkaniu z Monterrey. Początkowo był jednak głównie rezerwowym zespołu i w tej roli w styczniu 2006 zajął drugie miejsce w rozgrywkach kwalifikacyjnych do Copa Libertadores – InterLidze. Premierowego gola w najwyższej klasie rozgrywkowej strzelił 14 maja 2006 w wygranej 3:2 konfrontacji z Pachucą, zaś w jesiennym sezonie Apertura 2006 zdobył z ekipą prowadzoną przez José Manuela de la Torre tytuł mistrza Meksyku, występując w większości meczów, lecz przeważnie jako rezerwowy. W 2007 roku dotarł z Chivas do finału najbardziej prestiżowych rozgrywek kontynentu – Pucharu Mistrzów CONCACAF, zaś w 2009 roku triumfował w InterLidze. W 2010 roku doszedł natomiast do finału Copa Libertadores, będąc jednym z ważniejszych graczy zespołu. Nie potrafił sobie jednak wywalczyć miejsca w wyjściowym składzie na okres dłuższy niż rok, na co spory wpływ miały również kontuzje, z którymi zmagał się kilkakrotnie.
Wiosną 2013 Esparza został wypożyczony do niżej notowanej i walczącej o utrzymanie w lidze drużyny San Luis FC z miasta San Luis Potosí. Tam spędził pół roku jako podstawowy defensor, po czym klub został rozwiązany, a on sam powrócił do Chivas. W wiosennym sezonie Clausura 2015 dotarł ze swoim macierzystym zespołem do finału krajowego pucharu – Copa MX, jednak na ligowych boiskach pojawiał się sporadycznie, wobec czego bezpośrednio po tym osiągnięciu udał się na wypożyczenie do ekipy CF Pachuca.
| Sezon     | Klub                  | Kraj   | Rozgrywki | Mecze | Bramki |
| --------- | --------------------- | ------ | --------- | ----- | ------ |
| 2005/2006 | Chivas de Guadalajara | Meksyk | Liga MX   | 7     | 1      |
| 2006/2007 | Chivas de Guadalajara | Meksyk | Liga MX   | 26    | 1      |
| 2007/2008 | Chivas de Guadalajara | Meksyk | Liga MX   | 26    | 1      |
| 2008/2009 | Chivas de Guadalajara | Meksyk | Liga MX   | 16    | 0      |
| 2009/2010 | Chivas de Guadalajara | Meksyk | Liga MX   | 30    | 0      |
| 2010/2011 | Chivas de Guadalajara | Meksyk | Liga MX   | 28    | 0      |
| 2011/2012 | Chivas de Guadalajara | Meksyk | Liga MX   | 7     | 0      |
| 2012/2013 | Chivas de Guadalajara | Meksyk | Liga MX   | 17    | 0      |
| 2012/2013 | San Luis FC           | Meksyk | Liga MX   | 16    | 0      |
| 2013/2014 | Chivas de Guadalajara | Meksyk | Liga MX   | 12    | 0      |
| 2014/2015 | Chivas de Guadalajara | Meksyk | Liga MX   | 1     | 0      |
| 2015/2016 | CF Pachuca            | Meksyk | Liga MX   |       |        |

## Kariera reprezentacyjna
W 2005 roku Esparza został powołany przez szkoleniowca Jesúsa Ramíreza do reprezentacji Meksyku U-17 na Mistrzostwa Ameryki Północnej U-17. Tam pełnił rolę podstawowego zawodnika swojej drużyny, rozgrywając wszystkie trzy możliwe spotkania w pełnym wymiarze czasowym i zdobył bramkę w konfrontacji z Haiti (2:0), zaś jego kadra, pełniąca wówczas rolę współgospodarza turnieju, zanotowała wówczas komplet zwycięstw i zajęła pierwsze miejsce w swojej grupie. Kilka miesięcy później znalazł się w składzie na Mistrzostwa Świata U-17 w Peru, gdzie również miał niepodważalne miejsce na boku obrony i wystąpił we wszystkich sześciu możliwych meczach (z czego w pięciu w wyjściowym składzie), strzelając dwa gole – w fazie grupowej z Australią (3:0) i finale turnieju z Brazylią (3:0). Meksykanie, mający wówczas w składzie graczy takich jak Héctor Moreno, Giovani dos Santos czy Carlos Vela, zdobyli wtedy tytuł młodzieżowych mistrzów świata po wspomnianej finałowej konfrontacji z Brazylijczykami.
W 2007 roku Esparza w barwach reprezentacji Meksyku U-20, również prowadzonej przez Jesúsa Ramíreza, wziął udział w Mistrzostwach Ameryki Północnej U-20, podczas których zanotował dwa z trzech meczów (obydwa w pierwszej jedenastce), natomiast jego zespół zajął pierwsze miejsce w liczącej cztery drużyny grupie z bilansem dwóch zwycięstw i remisu. Cztery miesiące później został powołany na Mistrzostwa Świata U-20 w Kanadzie; tam, podobnie jak przed dwoma laty, był podstawowym prawym obrońcą swojej kadry narodowej. Wystąpił wówczas we wszystkich pięciu możliwych spotkaniach (z czego w czterech w wyjściowym składzie), wpisując się na listę strzelców w meczu 1/8 finału z Kongiem (3:0), zaś meksykańska drużyna odpadła wówczas ze światowego czempionatu w ćwierćfinale, przegrywając w nim z Argentyną (0:1).
W seniorskiej reprezentacji Meksyku Esparza zadebiutował za kadencji selekcjonera Hugo Sáncheza, 22 sierpnia 2007 w przegranym 0:1 meczu towarzyskim z Kolumbią.